# Kosta Pećanac
Konstantin Milovanović Pećanac, dit Kosta Pećanac (en cyrillique : Коста Миловановић Пећанац, Коста Пећанац), né en 1879 et mort en 1944, est un chef paramilitaire yougoslave d'origine serbe.

## Biographie
Kosta Pećanac combat au sein des unités tchetniks des forces armées du royaume de Serbie durant les guerres balkaniques de 1912-1913, puis durant la Première Guerre mondiale. Durant l'entre-deux-guerres, il fait partie des organisations d'anciens combattants tchetniks, dont il devient l'un des principaux dirigeants, supplantant Ilija Trifunović-Birčanin. Sous la direction de Pećanac, les organisations tchetniks comptent autour de 500 000 sympathisants. Ce mouvement paramilitaire ne se limite pas aux anciens combattants, et accueille au contraire de nombreux militants nationalistes serbes.
Peu avant l'invasion de la Yougoslavie en avril 1941, le gouvernement yougoslave charge Pećanac de former des unités de guérilla au sud de la Serbie, en Macédoine et au Kosovo. Il évite la capture lorsque l'Allemagne nazie et ses alliés attaquent le pays, et augmente ensuite ses troupes grâce à l'afflux de réfugiés. Mais il se contente ensuite de combattre les irréguliers albanais et ne s'en prend pas aux Allemands. En août, lors de la création du gouvernement collaborateur serbe présidé par Milan Nedić, les Allemands parviennent à un accord avec Pećanac. Ce dernier met à leur service environ 8 000 hommes pour combattre les insurgés communistes et participer au maintien de l'ordre.
Les Tchetniks de Pećanac, surnommés les « Tchetniks noirs », s'avèrent des auxiliaires peu fiables et peu disciplinés, et connaissent de nombreux heurts avec d'autres troupes collaboratrices comme  la Garde nationale serbe - l'armée officielle du gouvernement collaborateur - ou le Corps de volontaires serbes, ainsi qu'avec le mouvement tchetnik rival dirigé par Draža Mihailović. Ses unités finissent par être dissoutes par les Allemands en mars 1943. Pećanac lui-même est assassiné par des hommes de Mihailović, en mai ou en juin 1944.

## Voir également
- Tchetniks (Histoire des Balkans)
- Front yougoslave de la Seconde Guerre mondiale